# Gordon Brown
James Gordon Brown (Glasgow, 1951. február 20. –) skót származású brit politikus, az Egyesült Királyság miniszterelnöke 2007 és 2010 között; 2007. június 24-étől 2010. május 11-éig a brit Munkáspárt (angolul Labour Party) vezetője volt, 2005 óta Kirkcaldy and Cowdenbeath körzet képviselője a parlamentben. Címeit – a parlamenti képviselői mandátumot leszámítva – a Munkáspárton belüli választások eredményeképp Tony Blair leköszönő miniszterelnöktől „örökölte meg”.

## Életrajza
Tizenhat évesen egy rögbimeccs közben megsérült, így fél szemére vak. 1983-ban doktorált az Edinburghi Egyetemen. Abban az évben lett parlamenti képviselő: munkáspárti színekben képviselte Dumferline East választókerületét 2005-ig. Mint miniszterelnök, viseli a Kincstár első lordja és a közszolgálatért felelős miniszter címét is.
1992. július 18-ától 1997. május 2-áig a munkáspárti árnyékkormány pénzügyminiszteri feladatát látta el. 1997. május 2. és 2007. június 27-e között az Egyesült Királyság munkáspárti pénzügyminisztere (Chancellor of the Exchequer) volt.
Pénzügyminisztersége alatt jelentős változások történtek a brit monetáris politikában; többek között a kamat mértékének meghatározási jogát a Bank of England-re, a brit jegybankra ruházták át.
Mint miniszterelnök, hatalomra jutása után megfontolta az előrehozott választás kiírását; a "majdnem-választás", miután elmaradt, jelentős népszerűség-esést hozott számára. 2008-ban a Munkáspárt népszerűsége, mint a felmérésekből és időközi választásokból kiderült, mélypontra került. Ehhez hozzájárult, hogy David Cameron ellenzéki konzervatív vezető követelései ellenére sem volt hajlandó népszavazást kiírni a lisszaboni szerződésről. A válság miatt népszerűsége átmenetileg emelkedett, ám a 2009 májusában kirobbant brit költségtérítési botrány azt még inkább megtépázta. Noha kormányának több tagja is lemondott, és egyikük a miniszterelnököt is erre szólította fel, 2009. június 5-én bejelentette kormányának átalakítását, és felindulva kijelentette: "Habár a Munkáspárt fájdalmas vereséget szenvedett, nem hátrálok meg. Folytatom a munkámat. Ha úgy gondolnám, nem én vagyok az az ember, akinek szembe kell néznie ezekkel a kihívásokkal, nem állnék itt. Megvan a hitem ahhoz, amit csinálok...Nem szoktam elmenekülni a nehéz feladatok elől".

## Pályafutása
A Kirkcaldy High School, majd a University of Edinburgh tanulója volt. Diplomáját first class honours (summa cum laude) minősítéssel szerezte történelem szakon, majd itt doktorált (disszertációja: The Labour Party and Political Change in Scotland 1918-29 (A munkáspárt és a politikai változások Skóciában 1918-29)). Edinburghban, majd a Glasgow College of Technologyn oktatott. Ezután a skót televíziónál lett újságíró. Az 1979-es választásokon Edinburgh South választókörzetben Michael Ancram konzervatív jelölt ellen szenvedett vereséget.
1983 és 2005 között Dunfermline East körzet képviselője volt a brit törvényhozásban, 1985-ben az ellenzék kereskedelem- és iparügyi (Trade and Industry) szószólója lett. Egy évvel később adta ki James Maxton életrajzát. Különböző tisztségei voltak a munkáspárti árnyékkormányban(1987-1989: Shadow Chief Secretary to the Treasury, 1989-1992: Shadow Secretary of State for Trade and Industry, 1992-től: Shadow Chancellor).
John Smith 1994. májusi hirtelen halálát követően a pártvezetőség egyik esélyese lett Tony Blair ellenében. A pletykák szerint a belső harcok lezárása érdekében Blair és Brown egy gentlemen's agreement keretében megegyeztek arról, hogy Brown nem indult a párt elnökválasztásán, cserébe Blair, amennyiben miniszterelnök lesz, egy meghatározott idő után lemond tisztségeiről Brown javára. A megegyezés állítólag az azóta megszűnt Granita étteremben köttetett (ezért olykor Granita paktumnak is nevezik). Noha mindkét politikus még a létét is tagadja ennek, vagy bármiféle paktum létének, egyes híresztelések szerint Tony Blair lemondásában ez is közrejátszott.
Az ország történetének második egyhuzamban leghosszabban szolgáló pénzügyminisztere Nicholas Vansittart (1812-1823) után, a leghosszabb ideig szolgáló munkáspárti pénzügyminisztere, és a második leghosszabb ideig a tisztséget viselő politikusa William Gladstone után, aki több részletben ugyan, de összesen 12 évig és négy hónapig volt Nagy-Britannia pénzügyminisztere 1852 és 1882 között.